# ضغط بلانك

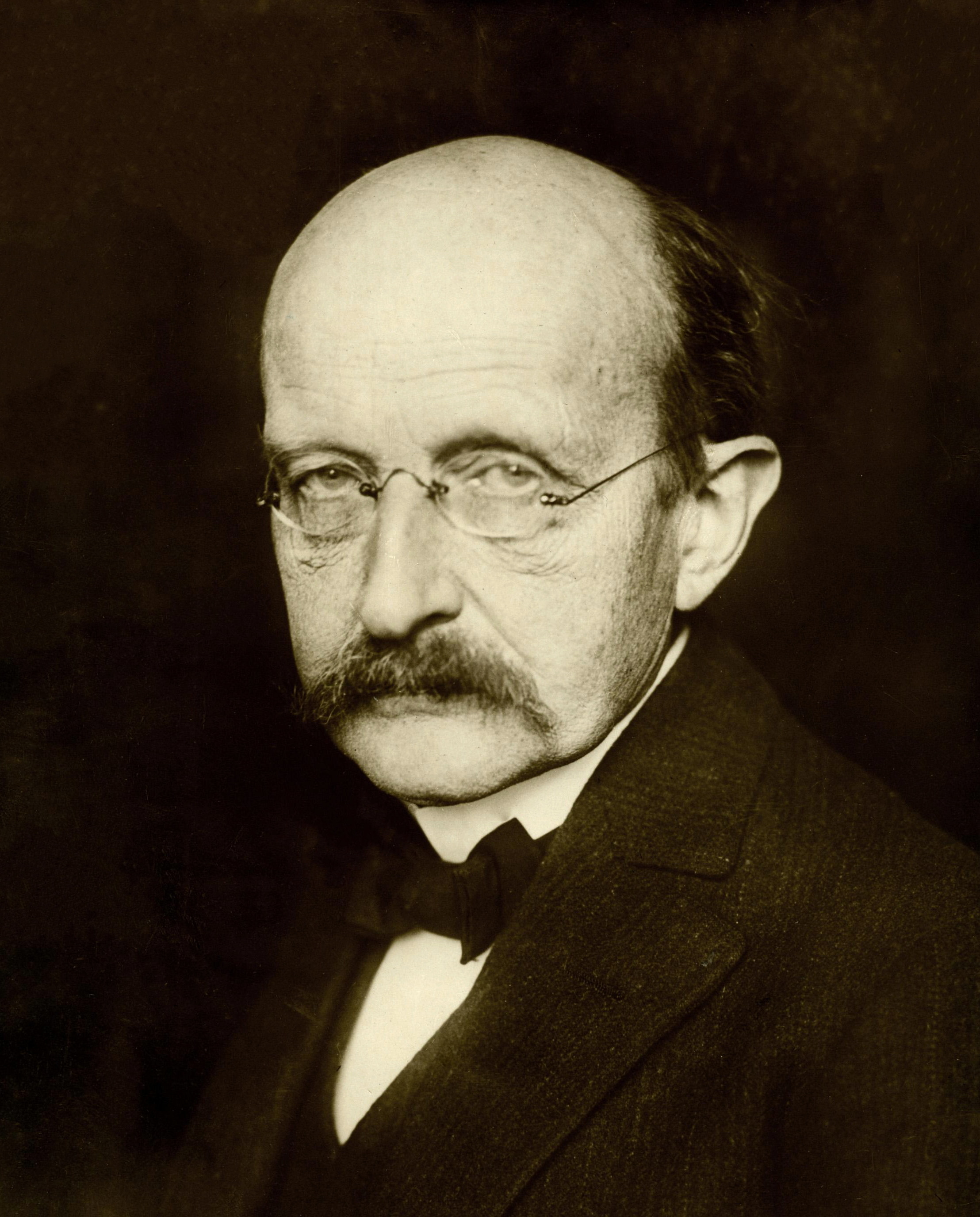
ضغط بلانك

ضغط بلانك (بالإنجليزي: Planck pressure) هو قوة بلانك تقسيم مساحته يرمز له Ppويعطى بالعلاقة التالية :
{\displaystyle p_{P}={\frac {F_{P}}{l_{P}^{2}}}={\frac {c^{7}}{\hbar G^{2}}}}
وقيمته حسابيا هي 4. 63309 × 10113 باسكال (وحدة)
حيث أن :
{\displaystyle F_{P}} قوة بلانك
{\displaystyle c} سرعة الضوء في الفراغ
{\displaystyle \hbar } ثابت بلانك
{\displaystyle G} ثابت الجاذبية
{\displaystyle l_{P}} طول بلانك